# Amata changiana
Amata changiana är en fjärilsart som beskrevs av Embrik Strand 1917. Amata changiana ingår i släktet Amata och familjen björnspinnare. Inga underarter finns listade i Catalogue of Life.